# A végzet fogságában
A végzet fogságában (eredeti cím: Doğduğun Ev Kaderindir) egy 2019 és 2021 között vetített, igaz történeten alapuló török drámasorozat, melynek főszereplői İbrahim Çelikkol, Demet Özdemir és Engin Öztürk.
Törökországban 2019. december 25. és 2021. május 12. között sugározta a TV8. Magyarországon az Izaura TV sugározta 2022. október 13-tól 2023. május 8-ig.

## Szereplők
| Színész(nő)          | Szerepnév                                                      | Magyar hang            |
| -------------------- | -------------------------------------------------------------- | ---------------------- |
| İbrahim Çelikkol     | Mehdi Karaca                                                   | Dér Zsolt              |
| Demet Özdemir        | Zeynep Göksu                                                   | Bogdányi Titanilla     |
| Engin Hepileri       | Faruk                                                          | Bozsó Péter            |
| Zuhal Gencer         | Sakine                                                         | Kútvölgyi Erzsébet     |
| Senan Kara           | Nermin                                                         | Bertalan Ágnes         |
| Fatih Koyunoğlu      | Nuh                                                            | Karácsonyi Zoltán      |
| Nail Kırmızıgül      | Ekrem                                                          | Forgács Péter          |
| Zeynep Kumral        | Müjgan                                                         | Závodszky Noémi        |
| Kazım Sinan Demirer  | Bayram                                                         | Kőszegi Ákos           |
| Elif Sönmez          | Cemile                                                         | F. Nagy Eszter         |
| Hülya Duyar          | Sultan                                                         | Náray Erika            |
| İncinur Sevimli      | Benal                                                          | Bérces Gabriella       |
| Naz Göktan           | Emine                                                          | Ágoston Katalin        |
| Kayra Zabcı          | Yasemin                                                        | Herman Lilla           |
| Helin Kandemir       | Kibrit / Dilara                                                | Engel-Iván Lili        |
| Emir Taha            | Ali                                                            | Rada Bálint            |
| Nurşim Demir         | Zeliha                                                         | Igó Éva                |
| Engin Öztürk         | Barış Tunahan                                                  | Zámbori Soma           |
| Kaan Altay Köprülü   | Savaş Tunahan                                                  | Ágoston Péter          |
| Macit Taştan         | Murat                                                          |                        |
| Hakan Salınmış       | Ali Rıza Dayı                                                  |                        |
| Gülcan Arslan        | Nesrin / Gülbin Göksu                                          |                        |
| Fırat Doğruloğlu     | Tarık                                                          |                        |
| İnanç Konukçu        | Meto/Metin                                                     | Horváth-Töreki Gergely |
| Ebru Cündübeyoğlu    | Özlem Tunahan Poyraz                                           |                        |
| Macit Taştan         | Murat                                                          |                        |
| Teoman Kumbaracıbaşı | Burhan                                                         |                        |
| Alp Akar             | Remzi                                                          |                        |
| Mehmet Korhan Fırat  | Celal                                                          |                        |
| Ali Oğuz Şenol       | Tolga                                                          |                        |
| Binnur Kaya          | Zeynep terapeutája (Doktor Manolya Yadigaroğlu / Doktor Hanım) |                        |
| Gülçin Kültür Şahin  | Sekreter Tuna                                                  |                        |
| Erkan Petekkaya      | Delikanlı Sadi                                                 |                        |

## Évados áttekintés
| Évad | Évad | Török epizódok száma | Magyar epizódok száma | Eredeti sugárzás     | Eredeti sugárzás | Eredeti sugárzás | Magyar sugárzás   | Magyar sugárzás   | Magyar sugárzás |
| Évad | Évad | Török epizódok száma | Magyar epizódok száma | Évadpremier          | Évadfinálé       | Eredeti adó      | Évadpremier       | Évadfinálé        | Magyar adó      |
| ---- | ---- | -------------------- | --------------------- | -------------------- | ---------------- | ---------------- | ----------------- | ----------------- | --------------- |
|      | 1.   | 12                   | 39                    | 2019. december 25.   | 2020. július 1.  | TV8              | 2022. október 13. | 2022. december 8. |                 |
|      | 2.   | 31                   | 99                    | 2020. szeptember 30. | 2021. május 12.  | TV8              | 2022. december 9. | 2023. május 8.    |                 |